# Monopylephorus cuticulatus
Monopylephorus cuticulatus är en ringmaskart som beskrevs av Baker och Brinkhurst 1981. Monopylephorus cuticulatus ingår i släktet Monopylephorus och familjen glattmaskar. Inga underarter finns listade i Catalogue of Life.